# لای‌ماهی
لای‌ماهی (نام علمی: Tinca tinca) در دریای خزر پراکنش داشته و در خانواده کپورماهیان است. این ماهی همه‌چیزخوار است.
در شمال ایران به آن تیل‌خوس یا چل خوس (به معنی گِل‌خواب) نیز گفته می‌شود.

## ویژگی‌ها
دارای دندان‌های حلقی یک ردیفی با فرمول ۴–۵ می‌باشد. حداکثر طول و وزن در این ماهی به ترتیب، ۶۳ سانتی‌متر و ۱۶۰۰ گرم (میانگین ۲۰ سانتی‌متر و ۱۱۰ گرم) می‌باشد. بدن این ماهی ضخیم و تا حدی گرد و از دو پهلو کمی فشرده‌است. خط جانبی کامل و بدن از فلس‌های ریزی پوشیده شده‌است. دهان کوچک و فوقانی و دور همه باله‌ها گرد است. میان باله دمی فرورفتگی کمی وجود دارد. ساقه دمی کوتاه و کلفت بوده و بدن از ماده لزجی پوشیده شده‌است. باله دمی آن‌ها حالت چنگالی ندارد. چشم‌ها قرمز رنگ است. یک جفت سبیلک کوتاه دارد. رنگ بدن در طرفین سبز زیتونی با جلوه‌ای طلایی و باله‌ها به رنگ تیره‌است.
لای ماهی همه چیز خوار است و از کفزیان، نوزاد حشرات، نوزاد نرم‌تنان و گیاهان آبزی تغذیه می‌کند.

## زیست
در ۳ تا ۴ سالگی بالغ می‌شود. تعداد تخم‌ها در این ماهی ۳۰۰۰۰۰ تا ۴۰۰۰۰۰ عدد است. این ماهی پس از ۳ سال به وزن ۵/۰ کیلوگرم می‌رسد و دارای خواب زمستانی است. ماهی نر از سن دو سالگی که طولی برابر با ۱۲ سانتی‌متر دارد به علت طویل بودن باله شکمی و تعداد زیاد شعاع‌ها، از ماهی ماده تمیز داده می‌شود.
لای ماهی در عمق دریاچه‌ها و رودخانه‌هایی که دارای جریان کم و پوشیده از گیاهان آبزی باشد، زندگی می‌کند. پراکندگی و انتشار لای ماهی در آب‌ها حتی شامل اب‌های لب شور و از طرفی تا رودخانه‌های به ارتفاع ۱۶۰۰ متر نیز می‌باشد. لای ماهی در روز خود را از نور مخفی می‌کند و با شروع شب برای تغذیه فعال می‌شود. این ماهی پس از جستجو و یافتن آبزیان کفزی شامل لارو حشرات و نرم‌تنانی که در درون لجن خود را مخفی کرده‌اند، از آن‌ها تغذیه می‌کند. زمان تخم ریزی بر حسب دمای آب بین ماه‌های اردیبهشت تا تیر است. دمای مناسب آب برای تخم‌ریزی ۲۰–۱۹ درجه سانتی گراد می‌باشد.
ماهیان بالغ قبل از تخم ریزی به صورت دسته جمعی، در کنار ساحل شنا می‌کنند. طول مدت تخمریزی ۲–۵/۱ ماه است و تخم‌ها در هر هفته ریخته می‌شوند. هنگامی که ماهی ماده تقریباً ۵۰۰ گرم وزن دارد، تعداد تخم‌ها حدود ۳۰۰۰۰۰ عدد است. لاروها در دوران آرامش با طول تقریبی ۵–۴ میلی‌متر دارای غده چسبناکی در سر می‌باشند که توسط این غده، تا زمانی که ذخیره غذایی در کیسه زرده موجود است، خود را به گیاهان آبزی می‌چسبانند. با اینکه رشد لای ماهی از ماهی کپور کمتر است، به علت مقاومت زیاد این ماهی در مقابل بیماری‌ها و خوشمزه بودن گوشت آن، پرورش آن رایج گشته‌است.